# The High Llamas
The High Llamas ist ein Londoner Musik-Projekt, das von dem irisch-englischen Gitarristen und Songschreiber Sean O’Hagan als Nachfolge-Projekt seiner Gruppe Microdisney ins Leben gerufen wurde. O’Hagan ist für Musik und Arrangements verantwortlich.

## Musik
Die Musik der High Llamas verbindet amerikanischen Pop und Folk der 1950er mit brasilianischem Jazz und Bossa Nova, Film-Komponisten der 1960er Jahre und elektronischer Musik der 1990er Jahre. Es besteht eine klangliche Nähe zu Easy Listening und Kitsch-Musik.
Die Arrangements variieren von Album zu Album, doch die Grundlage bilden stets akustische Instrumente wie Marimba und Vibraphon, Nylon-String-Gitarren sowie Streicher und Bläser-Ensembles. In den späten 1990ern prägten zudem auf dem Synthesizer erzeugte Blubber- und Klimper-Effekte den Klang.
Die Gruppe spaltete von Anfang an die Hörer. Kritiker werten den betont sentimentalen und schnulzigen Sound als Fahrstuhlmusik ab. Fans dagegen schätzen den musikalischen Reichtum der Arrangements, die aus dem großen Repertoire leichter Unterhaltungsmusik des 20. Jahrhunderts schöpfen.
The High Llamas touren unregelmäßig und geben nur alle Jahre ein neues Album heraus. Seit der Produzent V2 Records den Vertrag mit der Gruppe aufgelöst hat, existieren The High Llamas als rein privates Projekt ohne kommerzielle Zielsetzung weiter. Die Mitglieder kommen nur gelegentlich unter diesem Namen zusammen und verfolgen sonst andere Projekte. Die letzten Alben wurden von Drag City herausgebracht.
Ihr aktuelles Album 'Talahomi Way' kam am 15. April 2011 heraus und schließt an die letzten Alben an.

## Diskografie
- 1992 – Santa Barbara – LP/CD
- 1994 – Gideon Gaye – LP/CD
- 1996 – Hawaii – LP/CD
- 1998 – Cold and Bouncy – LP/CD
- 1999 – Snowbug – LP/CD
- 2000 – Buzzle Bee – LP/CD
- 2003 – Beet, Maize & Corn – LP/CD
- 2003 – Retrospective, Rarities and Instrumentals – 2CD
- 2007 – Can Cladders – LP/CD
- 2011 – Talahomi Way – CD
- 2016 – Here Come the Rattling Trees – LP/CD
- 2024 – Hey Panda – LP/CD